# John E. Hodge
John Edward Hodge (* 12. Oktober 1914 in Kansas City, Kansas; † 3. Januar 1996) war ein US-amerikanischer Chemiker.
Er erhielt 1936 einen Bachelor- und 1940 einen Master-Abschluss von der University of Kansas. Von 1941 bis 1960 arbeitete er am U.S. Department of Agriculture Northern Regional Research Center in Peoria, Illinois. Außerdem lehrte er an der Western University (Kansas), war Gastdozent an der Universität von Campinas in São Paulo in Brasilien und von 1984 bis 1985 an der Bradley University in Peoria (Illinois), USA.
Sein Artikel „Chemistry of browning reactions in model systems“ wurde 1979 als „klassisches Zitat“ im Science Citation Index eingestuft. Darin untersuchte er die Chemie der nichtenzymatischen Bräunungsreaktionen (Maillard-Reaktion) in dehydratisierten (entwässerten) Lebensmitteln und teilt die chemischen Vorgänge in drei Stadien, nämlich frühe, mittlere und späte Maillard-Reaktion ein. Dieses Reaktionsschema wird auch „Hodge-Schema“ genannt und ist ein grundlegender Reaktionspfad der Lebensmittelchemie, insbesondere der Chemie der Kohlenhydrate und der Aminosäuren.